# Пало-Алто (округ)
Пало-Алто, также Па́ло-А́льто (англ. Palo Alto County) — округ в США, штате Айова. На 2000 год численность населения составляла 10 147 человек. По оценке бюро переписи населения США в 2009 году население округа составляло 9279 человек. Окружным центром является город Эмметсберг.

## История
Округ Пало-Алто был сформирован в 15 января 1851 года.

## География
Согласно данным Бюро переписи населения США площадь округа Пало-Алто составляет 1460 км².

### Основные шоссе
- Шоссе 18
- Автострада 4
- Автострада 15

### Соседние округа
- Эммет (север)
- Коссут (восток)
- Покахонтас (юг)
- Клей (запад)

## Климат
Согласно данным представленным Национальной метеорологической службой США в округе Пало-Алто преимущественно жаркий летний влажный континентальный климат, который на климатических картах, по системе классификации климата Кёппена, сокращённо обозначается аббревиатурой «Dfa».

## Демография
По данным переписи населения 2000 года в округе проживало 10 147 жителей. Среди них 22,2 % составляли дети до 18 лет, 21,3 % люди возрастом более 65 лет. 50,8 % населения составляли женщины.
Национальный состав был следующим: 98,5 % белых, 0,2 % афроамериканцев, 0,2 % представителей коренных народов, 0,4 % азиатов, 1,3 % латиноамериканцев. 0,7 % населения являлись представителями двух или более рас.
Средний доход на душу населения в округе составлял $17733. 11,4 % населения имело доход ниже прожиточного минимума. Средний доход на домохозяйство составлял $42062.
Также 83,7 % взрослого населения имело законченное среднее образование, а 13,9 % имело высшее образование.